# Karpaltunnel

Querschnitt durch das rechte Handgelenk mit Karpaltunnel (grau). Handunterseite (palmar) oben. Finger zum Betrachter hin mit Daumen links (nicht abgeb.). Im Karpaltunnel der Mittelarmnerv (gelb).

Der Karpaltunnel oder Karpalkanal (Canalis carpi) ist ein Durchgang für Nerven und Muskelsehnen an der handflächenseitigen (palmaren) Seite des Unterarms auf Höhe des Handgelenks (Articulatio radiocarpalis). Er stellt einen durch Knochen und Bindegewebe gebildeten Tunnel in einer anatomischen Rinne zwischen den Handwurzelknochen dar. Seine Hinterwand bilden die Handwurzelknochen und das Ligamentum carpi radiatum, vorn schließt ihn der vordere Anteil des Retinaculum flexorum. Durch den Karpaltunnel ziehen die neun Sehnen der Fingerbeugemuskeln sowie der Mittelarmnerv (Nervus medianus). Daumenseitig vom Karpaltunnel verläuft die Sehne des radialen Handbeugers in einer eigenen Sehnenscheide, die durch Bindegewebe vom Karpaltunnel abgegrenzt ist. Von einigen Autoren wird der Musculus flexor carpi radialis zum Karpaltunnel gezählt.
Eine Verengung des Karpaltunnels mit Druck auf den Mittelarmnerven bezeichnet man als Karpaltunnelsyndrom.